# حسيكة ثلاثية الأقسام
حسيكة ثلاثية الأقسام أو ثيل مائي أو قنب مائي (الاسم العلمي: Bidens tripartita) هي نوع من النباتات تتبع جنس الحسيكة من الفصيلة النجمية. وتعرف أيضا باسم الغافث (المائية).
تعرف هذه النبتة العادية باسم (bur marigold and water hemp)، فهي نبتة متوسطة الطول، لها أزهار باهتة صفراء تميل إلى البنية وهي نبتة سنوية الموسم تحملها الجذوع منتصبة.

## مكان وجودها
تتواجد بغزارة على جوانب وحفف البرك والحفر وأيضا في المياه الجارية.

## أيام تزهيرها
تزهر الحسكية ثلاثية الأقسام وتنمو في منتصف فصل الصيف، أي تبدأ بالازهار (من أواخر شهر حزيران وحتى أوائل شهر أيلول)، تنضج البذور بعد فترة الإزهار بقليل.

## الفوائد الطبية
تشفي وتجفف، وتقطع وتطهر الأمزجة والأبخرة الكثيفة والغليظة في الصدر.
إضافة إلى ذلك فتساعد على شفاء الدنف، أو المرض العام المصحوب بهزال، والأمزجة الخبيثة للجسم كمثال البلغم، والاستسقاء واليرقان، وتساعد على فتح كل ما يسد الكبد. وفي الاستعمال الخارجي، تفيد في تليين وتسهيل صلابة الطحال. من شأنها أن تقوي الرئتين إلى مدى كبير، وأن تدر البول، وبالنسبة للمخاض فهي تساعده في الأوان الطبيعي.
تساعد على تطهر الجسم من الأبخرة التي تسبب الحكة والتي قد تؤدي للجرب، إضافةً إلى ذلك فهي تقتل الدود. تقوم بتقوية الكبد لذلك تسمى ب Bastard Hemp و Eupatorium.

## الاستعمالات المبتكرة والحديثة
هي عشبة قيمة وثمينة ذات حد واسع من الصفات، فتستعمل علاجًا ودواءً للحمى، امراض الكلى والجهاز التنفسي واضطرابات ومشاكل المجاري البولية كونها تحتوي على مطهرات طبيعية. وأحيانا تستعمل لتداوي مشاكل الدورة الشهرية خصوصًا في حالات النزيف القوي. وتؤخذ متفرقة كالتالي: 28غ من الماء المغلي وتؤخذ جرعة من 56-85 ملل ثلاث مرات أو أربعة يوميا.